# Lista de campeões da Copa Libertadores da América como jogador e treinador
Esta é a lista das personalidades que ganharam a Copa Libertadores da América como jogador e treinador. Até hoje, apenas oito pessoas conseguiram esta proeza, sendo 5 argentinos, 2 uruguaios e 1 brasileiro.
Entre a primeira conquista como jogador e como técnico, aquele que demorou menos tempo foi o argentino Humberto Maschio, que foi campeão como jogador em 1967 e, 6 anos depois, a conquistaria novamente como treinador. Já o que demorou mais tempo foi o brasileiro Renato Gaúcho, com 34 anos de diferença entre as conquistas (1983 a 2017). Nove anos antes o mesmo Renato Gaúcho teve essa chance, quando era treinador do Fluminense, mas acabou com o vice-campeonato. Coincidentemente, ambos são, respectivamente, o primeiro e o último a entrar na lista.
Da lista, apenas Nery Pumpido foi também campeão da Copa do Mundo, como jogador, e com o acréscimo de ser no mesmo ano da conquista libertária.
Dois oito listados, o mais vitorioso é o uruguaio Luis Cubilla, que venceu 3 taças como jogador e mais duas como treinador, somando 5 glórias, uma a menos que o argentino Francisco Sá, campeão seis vezes, somente como jogador. Também apenas nesta função, o uruguaio Ricardo Pavoni igualmente venceu 5 vezes.

## Lista
| # | Personalidade       | Como jogador | Como jogador | Como jogador  | Como treinador | Como treinador | Como treinador | Total | Diferença |
| # | Personalidade       | NT           | Ano          | Clube         | NT             | Ano            | Clube          | Total | Diferença |
| - | ------------------- | ------------ | ------------ | ------------- | -------------- | -------------- | -------------- | ----- | --------- |
| 1 | Humberto Maschio    | 1            | 1967         | Racing        | 1              | 1973           | Independiente  | 2     | 6 anos    |
| 2 | Roberto Ferreiro    | 2            | 1964, 1965   | Independiente | 1              | 1974           | Independiente  | 3     | 10 anos   |
| 3 | Luis Cubilla        | 3            | 1960, 1961   | Peñarol       | 2              | 1979, 1990     | Olimpia        | 5     | 19 anos   |
| 3 | Luis Cubilla        | 3            | 1971         | Nacional      | 2              | 1979, 1990     | Olimpia        | 5     | 19 anos   |
| 4 | Juan Martín Mujica  | 1            | 1971         | Nacional      | 1              | 1980           | Nacional       | 2     | 9 anos    |
| 5 | José Omar Pastoriza | 1            | 1972         | Independiente | 1              | 1984           | Independiente  | 2     | 12 anos   |
| 6 | Nery Pumpido        | 1            | 1986         | River Plate   | 1              | 2002           | Olimpia        | 2     | 16 anos   |
| 7 | Marcelo Gallardo    | 1            | 1996         | River Plate   | 2              | 2015, 2018     | River Plate    | 3     | 19 anos   |
| 8 | Renato Gaúcho       | 1            | 1983         | Grêmio        | 1              | 2017           | Grêmio         | 2     | 34 anos   |

NT = número de títulos

### Conquista mundial subsequente
Campeões do mundial anual no mesmo ano (Copa Intercontinental, Copa do Mundo de Clubes da FIFA e Copa Intercontinental da FIFA).
| # | Personalidade       | Como jogador | Como jogador  | Como treinador | Como treinador |
| # | Personalidade       | Ano          | Clube         | Ano            | Clube          |
| - | ------------------- | ------------ | ------------- | -------------- | -------------- |
| 1 | Humberto Maschio    | 1967         | Racing        | 1973           | Independiente  |
| 2 | Roberto Ferreiro    |              | Independiente |                | Independiente  |
| 3 | Luis Cubilla        | 1961         | Peñarol       | 1979           | Olimpia        |
| 3 | Luis Cubilla        | 1971         | Nacional      | 1979           | Olimpia        |
| 4 | Juan Martín Mujica  | 1971         | Nacional      | 1980           | Nacional       |
| 5 | José Omar Pastoriza |              | Independiente | 1984           | Independiente  |
| 6 | Nery Pumpido        | 1986         | River Plate   |                | Olimpia        |
| 7 | Marcelo Gallardo    |              | River Plate   |                | River Plate    |
| 8 | Renato Gaúcho       | 1983         | Grêmio        |                | Grêmio         |

## Estatísticas
| País      | Listados | Conquistas (treinador) | Conquistas (jogador) |
| --------- | -------- | ---------------------- | -------------------- |
| Argentina | 5        | 6                      | 6                    |
| Uruguai   | 2        | 3                      | 3                    |
| Brasil    | 1        | 1                      | 1                    |